# 韦伊内·西卡涅米
韦伊内·西卡涅米（芬蘭語：Väinö Siikaniemi，1887年3月27日—1932年8月24日），芬兰男子田径运动员，主攻标枪。他曾代表芬兰参加1912年夏季奥林匹克运动会田径比赛，获得一枚银牌。